# 安芬盲鰻
安芬盲鰻，（學名：Myxine affinis）為盲鳗科盲鰻屬的其中一種。分布於西南大西洋阿根廷南部及智利南部的麥哲倫海峽海域，棲息深度30-150公尺，體延長呈圓柱狀，體後方側扁，眼退化為皮膚所覆蓋，無上下頜，體色暗紫色，腹部灰白色，體長可達65.9公分，屬肉食性，沒有交配器官，性腺位於腹膜腔內，卵巢位於性腺的前部，睾丸位於性腺的後部，若性腺的顱部發育，則動物成為雌性；若性腺的尾部發生分化，則動物成為雄性，生活習性不明。